# Psectra externa
Psectra externa is een insect uit de familie van de bruine gaasvliegen (Hemerobiidae), die tot de orde netvleugeligen (Neuroptera) behoort. 
Psectra externa is voor het eerst wetenschappelijk beschreven door Banks in 1909.